# Froid (rapper)
Renato Alves Menezes Barreto mais conhecido pelo seu nome artístico Froid é um rapper nascido em Belo Horizonte no ano de 1993. Froid possui um disco de ouro pelo single "SK8 do Matheus" com Rodrigo Cartier, e 2x disco de platina pelo single "Lamentável, Pt. III" com Cynthia Luz.
Atualmente, Froid mora em Brasília principalmente após o nascimento de seu filho. Seu nome artístico Froid vem em homenagem ao pensador e pai da psicanalise Sigmund Freud, em sua versão simplificada para o português, o artista brasileiro decidiu trocar Freud por Froid.
Em suas musicas Froid tenta trazer ideias sobre problemas sociais e sobre sua visão perante o mundo, em uma de suas musicas mais famosas "Pseudosocial" o cantor deixa claro algumas visões sobre o mundo e escancara problemas sociais em seus versos como o seguinte:
| “                       | "...O futuro terá cura, o futuro é literatura Escolástica, matemática, é mágica pura Sem assediar alunas sem censuras "Num" espaço mais aberto pra filosofar cultura Preciso debater assuntos como o aborto e a erva O estado vai encher vocês com o máximo de merda Seus olhos vão arder, são muitos anos na caverna Precisamos de um PC que desinstale o caos da terra..." | ” |
| — Froid, "Pseudosocial" | |   |

## Biografia
Sua carreira começou na musica no ano de 2012 quando o cantor e compositor fundou com outros dois parceiros o grupo de Hip Hop Um Barril de Rap. Inicialmente os integrantes do grupo eram o próprio Froid, Sampa e Yank. Após um tempo, o beatmaker Disstinto também entrou no grupo. Em 2017, o grupo foi desfeito após a saída de Yank, assim Froid seguiu em sua carreira solo.

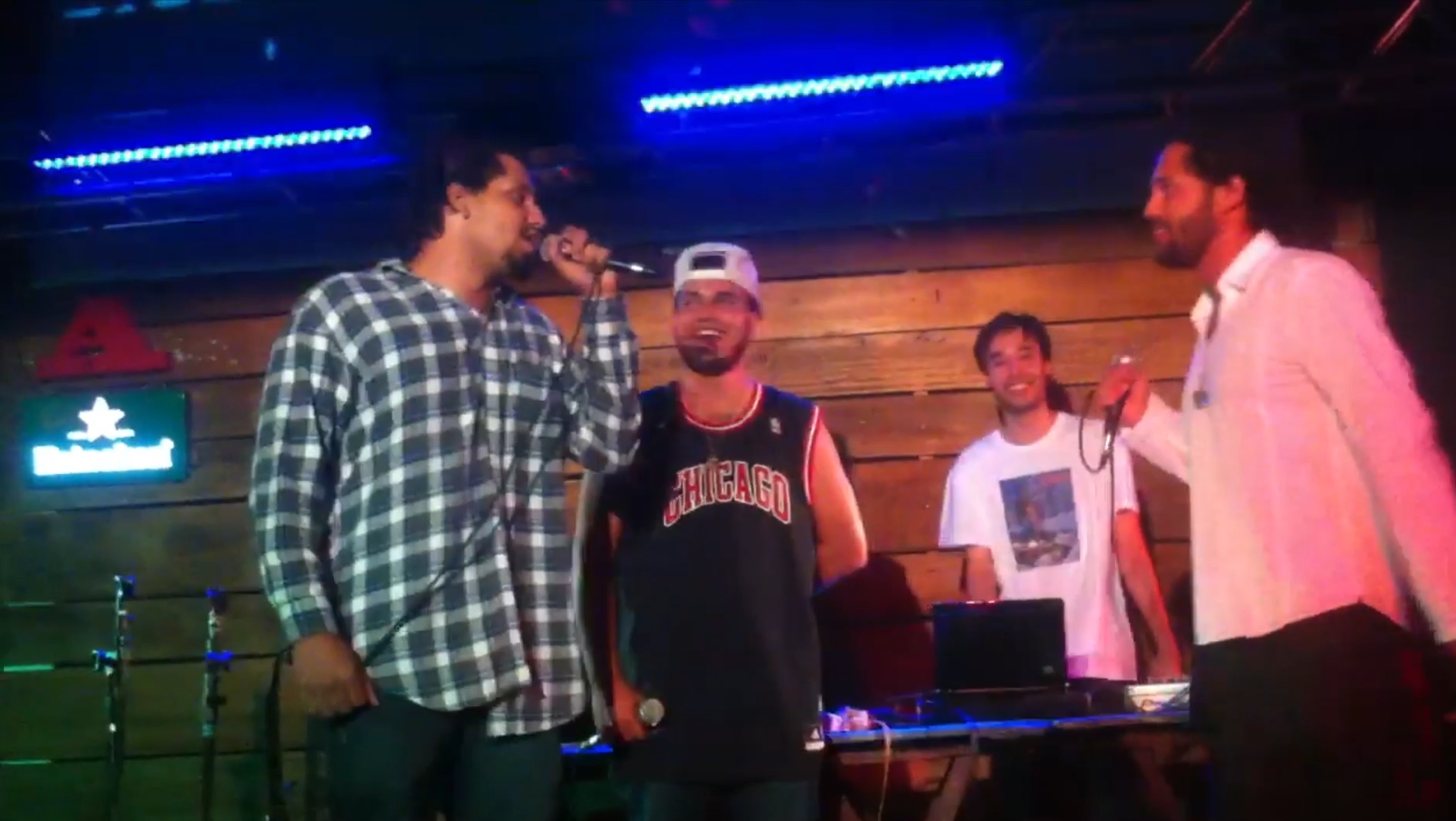
Froid batalhando em Brasília com o Emtee Beats como DJ.

Enquanto era integrante do grupo "Um Barril de Rap", Froid também participava de batalhas de rap freestyle frequentando a Batalha do Neurônio e a Batalha do Museu, sediada no Museu Nacional da República em Brasília, assim crescendo no cenário do rap nacional e ganhando sua notoriedade. Em sua carreira solo, Froid lançou diversos hits a partir do ano de 2017 no qual ficaram rapidamente notórios por sua batida envolvente e rimas filosóficas, assim agradando diversos tipos de amantes de rap.
Em 2018, Froid fez sua primeira grande turnê nacional e foi convidado para o festival João Rock onde conseguiu se tornar notório para públicos além dos já amantes de Rap.
Seu primeiro álbum solo "O pior disco do ano" teve por volta 159 milhões de visualizações, assim recebendo a placa de disco de diamante.

## Indicações e prêmios
| Premio                         | Categoria            | Ano  | Resultado   |
| ------------------------------ | -------------------- | ---- | ----------- |
| MTV MIAW                       | #Prestatenção        | 2018 | Indicado    |
| Prêmio Genius Brasil de Música | Melhor Musica de Rap | 2017 | 3° Colocado |

## Discografia

### Solo
| Álbum                   | Ano  | Musicas | Gravadora  | Participações Especiais                                                             |
| ----------------------- | ---- | --- | ---------- | ----------------------------------------------------------------------------------- |
| O Pior Disco do Ano     | 2017 | - Ce Sabe Quem - Fran's Café - SK8 do Matheus - Cortina de Fumaça - Vida Loka, PT. 3 - Lamentavel PT. III - Déja-vu - Negro é Foda - Original Rudeboy - Debate Sobre a Erva - Debate Sobre a Industria - Chuva                                                              | Novo Egito | Rodrigo Cartier Nissin Cynthia Luz Makalister                                       |
| Teoria do Ciclo da Água | 2018 | - Intro - Teoria do Ciclo da Água - Garota - Fique Rico ou Moralismo - Bilhete I - Q? - Lamentavel PT. II - Alaska PT. 2 - Bilhete II - Cristal - Colibri - Bilhete III - Blogueira - Bang!                                                                                 | Novo Egito | Sampa Cynthia Luz Don L                                                             |
| Sol (part. Cynthia Luz) | 2019 | - Lambada - Sol - Mãos Sujas - Eu Penso - Regai - Homem Sensivel - A Ilha | Alaska     | Zeca Baleiro                                                                        |
| Oxigênio (Corona Disco) | 2020 | - Intro - Best Friend - Inverno - Sem Teto - O Mundo é Mal - Seu Edson - Vapor - Indea Moss - Tio Phill - Lupa Nova | UBR        | Cynthia Luz Clara Lima Hot e Oreia Sampa Rincon Sapiência Santz                     |
| Gado                    | 2022 | - Clareou - Pq Homem N Chora ? - O Homem Cinza - Malandragem - Avec Moi - Bala - Psiu - Flash - Aonde Tudo Acontece - Beijinho - Baila - Shawty - AFF - Dança pro Fim do Milênio - Fanfic - Carta Aberta pra Julieta - Indústria do Medo - Fantasmas - + Que Amizade - Site | ALASKA     | Liniker Veigh Cynthia Luz Major RD Dalsin Tribo da Periferia Matheusinho Bless(BRA) |
| OgEMr (part. Ecologyk)  | 2023 | - 100K, - DESCONSIDERA - BABY MAMA - ARGENTINA - BRONCA - GRECIA II - DUNK - PRODUTO CARO | ALASKA     | Vitão Azzy tchelo rodrigues                                                         |
| O Queridinho de Deus    | 2024 | - Começo - Swish - Barbie - PlayBoy - A Paz que eu busco - Cesar vialpano - Filme - Wifi - Tell me - N deixa cair - Passos - Adrenalina - Possuida - Alguma coisa tem Q acontecer - 5Am Rj. - Borboleta paraguaia - Dumbo - Lamentavel IV - Mantra                          | ALASKA     |                                                                                     |

### Um Barril de Rap
| Album         | Ano  | Musicas | Gravadora       | Participações Especiais                                 |
| ------------- | ---- | --- | --------------- | ------------------------------------------------------- |
| 2a Via        | 2015 | - Mágoa Para Elefantes - Vatomanocu - Carteira de Habilitação - Eram os Deuses os Astronautas? - O Resgate Do Soldado Brownie - Habeas Corpus - Certidão de Óbito - N.A.D.A C.O.N.S.T.A - Carteira de Trabalho - Registro de Identidade                                                                                      |                 | Jacob Jean Tassy Atentado Napalm Vitor Xamã Dimomo Rhay |
| CD dos Menino | 2015 | - A Culpa é das Igrejas - A Fantástica Fabrica de Charlates - Bicho de 7 Cabeças - Deus é Estrangeiro - Inteligência Artificial - Lisbela e o Prisioneiro - Meu Nome Não É Jones - O Homem Que Copiava - O Lobo Atrás da Porta - O Rapto do Menino Dourado - Sinais - Deus é Estrangeiro PT2 - As Vantagens de Ser Invisível | ChinxilaRecords | Dimomo Jean Tassy                                       |

### Participação na Pineapple Storm
| Musica                                         | Ano  | Gravadora                      | Participantes                                      | Icon-youtube                 |
| ---------------------------------------------- | ---- | ------------------------------ | -------------------------------------------------- | ---------------------------- |
| Poesia Acústica #4 - Todo Mundo Odeia Acústico | 2018 | Pineapple e Brainstorm Estúdio | Bob Mv Bill Djonga Azzy Delacruz                   | 143 milhões de visualizações |
| Férias em Punta                                | 2020 | Pineapple e Brainstorm Estúdio | Chris Luccas Carlos                                | 1,5 milhões de visualizações |
| Mô-zaico                                       | 2020 | Pineapple e Brainstorm Estúdio | Cynthia Luz                                        | 2,4 milhões de visualizações |
| Poetas no Topo - Renascimento                  | 2020 | Pineapple e Brainstorm Estúdio | Luccas Carlos Cesar Mc Chris Dk47 Cynthia Luz Xamã | 10 milhões de visualizações  |
| Poesia Acústica Paris                          | 2020 | Pineapple e Brainstorm Estúdio | Luccas Carlos Dk47 Xamã Chris Cynthia Luz          | 69 milhões de visualizações  |